# Crooks & Straights
Crooks & Straights sind eine Countrygruppe aus Rijeka, Kroatien. Die Band spielt eine Mischung aus neo-traditionellem Honky-Tonk und Western Swing. Charakteristisch für ihre Musik sind kurze, aber häufige Instrumentalsoli.

## Geschichte
Crooks & Straights wurde im Oktober 1999 von Damir Matković und Mladen Srića gegründet. Matković kam ursprünglich vom
Jazz-Rock und hatte in der Country-Band Rodeo erstmals diese Stilrichtung gespielt. Srića war zuvor Bassist in verschiedenen Pop-Gruppen. Hinzu kamen Aleksandar Grmaš (akustische Gitarre), Joško Serdarević (Schlagzeug), Siniša Katalinić (elektrischen Gitarre) und Gorana Čehić (Geige). Serdarević war schon in der Zeit des ehemaligen Jugoslawiens Mitglied verschiedener bekannter Pop-Bands gewesen. Nach einigen Monaten verließ Katalinic die Band und wurde durch Robert Bradičić ersetzt.
Crooks & Straights spielten ihr erstes Livekonzert Mitte Januar 2001 im „River Pub“ in Rijeka. Ihr Repertoire bestand zunächst aus Coverversionen US-amerikanischer Countrysänger. Nach Auftritten in Kroatien folgten weitere in Italien und Slowenien. Im Oktober 2002 war die Band mit einer eigenen Bearbeitung des Stücks Singing the Blues von Melvin Endsley auf der CD International Country Music Sampler vertreten, veröffentlicht durch den Independent-Plattenverlag „Comstock Records“ aus Fountain Hills, Arizona, wodurch sie bekannter wurden.
Die Band begann in 2002 und 2003 mit der Arbeit an einem eigenen Album und erarbeitete dazu auch selbstgeschriebene Kompositionen. Ende 2003 verließ Aleksandar Grmaš während einer Konzertreihe in Deutschland die Band. Ersatz wurde in Sandra Mladenić gefunden, die zu dieser Zeit eine der ganz wenigen Musiker in Kroatien war, die Pedal-Steel-Gitarre spielten. Durch dieses Instrument wurde der Sound der Band traditioneller. Die Veröffentlichung des Albums verzögerte sich bis 2005.
Ihren bis dahin größten Erfolg erzielten Crooks & Straights beim 23. Europäischen Countrymusik-Wettbewerb „Picnic Country - Europa Contest“ in Mrągowo, Polen im Juli 2004 als Repräsentanten Kroatiens. Mit Singing the Blues und der Eigenkomposition When I Called You Mine erreichten sie Platz 1 des Contests. Dieser Erfolg öffnete ihnen zusätzlich die Tür zur europäischen Country-Szene; es folgten Einladungen aus verschiedenen Ländern zu größeren Country-Festivals. Die Band trat aus dem Schatten vom „Plava Trava Zaborava“ heraus.
2005 erschien ihr erstes Album So Little Left To Say bei dem Plattenverlag Dancing Bear Records aus Zagreb. Unter dem aufgenommenen Material befanden sich vier eigene Lieder und Bearbeitungen amerikanischer Standards, einschließlich „Singing the Blues“. Bis Ende 2006 schied aus privaten Gründen Gorana Čehić aus der Band aus und wurde nach und nach durch Nataša Veljak, eine siebzehnjährige Violinistin aus einer der bekanntesten Musikfamilien in Rijeka, ersetzt.
Das zweite Album kam im Mai 2007 unter dem Titel Just One Thing heraus. An diesem Album beteiligten sich eine Reihe von Gästen, darunter viele Musiker, für die dies die erste unmittelbare Erfahrung mit der Country-Musik darstellte. Die bekanntesten Namen sind Damir Halilić Hal an der akustischen Gitarre, die Sängerin Meri Trošelj, „E.N.I.“-Mitglied Ivona Maričić, Alba Nacinovich (Gesang) und Tomi Grašo, ein kroatisch-australischer Pedal-Steel-Spieler.

## Diskografie
- 2005: So Little Left To Say bei „Dancing Bear“, Zagreb
- 2007: Just One Thing bei „Dancing Bear“, Zagreb
- 2015: Way out of Town